# Ángel Balzarino
Ángel Balzarino (Villa Trinidad, Santa Fe, Argentina; 4 de agosto de 1943- Rafaela, ibídem, 9 de junio de 2018) fue un escritor radicado en la ciudad de Rafaela que obtuvo diversos premios por sus obras y fue presidente de la asociación de Escritores Rafaelinos Agrupados (ERA).

## Antecedentes personales
Era oriundo de Villa Trinidad y a los 2 años enfermó de poliomielitis y resultaron afectadas las piernas, parte del brazo derecho y la columna. Cursó la escuela primaria en esa localidad y era aficionado a la lectura. Cuando tenía 12 o 13 años su familia se radicó en Rafaela y allí concurrió a la escuela de Modesto Verdú, 25 de Mayo, en barrio San Martín, donde en 3 años se recibió de tenedor de libros y asesor contable e impositivo. Tuvo distintas ocupaciones, tales como empleado de una escribanía, trabajos de mimbre, de zapatero, vendedor de rifas, atención de un quiosco, hasta que en 1959 comenzó a trabajar en el Obispado de Rafaela, en la parte administrativa primero y de secretario del obispo después, permaneciendo allí 40 años. Debido a la enfermedad padecida prácticamente solo podía movilizarse en silla de ruedas, lo que lo llevó a convertirse en su ciudad de residencia en un activista en pro de las rampas de acceso para personas con movilidad restringida.

## Actividad profesional
En forma paralela a los trabajos que le sustentaban económicamente le gustaba tocar la guitarra, pintar y escribir obras de ficción que no eran publicadas, hasta que en 1968 ganó en un concurso el primer premio Ciudad de Santa Fe con uno de sus cuentos y desde entonces dejó sus otras aficiones y publicó cuentos y novelas en forma prácticamente ininterrumpida hasta su fallecimiento.
En 1971 se creó ERA (Escritores Rafaelinos Agrupados) y Ángel Balzarino fue su primer presidente y continuó en ese cargo durante 28 años, al cabo de los cuales fue designado presidente honorario. En 1974 fue publicado su primer libro El hombre que tenía miedo por el que obtuvo el Premio Jorge Luis Borges, a quien conoció cuando le hizo entrega del mismo en Buenos Aires. Siguió publicando cuentos -algunos que aparecieron en el diario La Opinión de Rafaela y otros en libros- y en 1985 publicó Cenizas del roble, la primera de las cuatro novelas que escribió. 
En 2011 publicó su décimo libro de cuentos, La sangre para ellos son medallas, que incluye el relato que da título al libro cuyo nombre está tomado de una canción del cantautor chileno Víctor Jara a quien está dedicada la obra y con el cuento Veinticuatro horas después son los dos  relatos relativos a la represión militar de la década de 1970 en Sudamérica.
En algunas obras que recopilan trabajos de varios autores están incluidos cuentos de su autoría, así por ejemplo, en De orilla a orilla (1972), Cuentistas provinciales (1977), 40 cuentos breves argentinos - Siglo XX (1977), Antología literaria regional santafesina (1983), 39 cuentos argentinos de vanguardia (1985), Nosotros contamos cuentos (1987), Santa Fe en la literatura (1989), Vº Centenario del Descubrimiento de América (1992), Antología cultural del litoral argentino (1995). La difusión de su obra llegó al extranjero cuando su cuento Rosa se incluyó en el libro Cuéntame: lecturas interactivas (1990) y en Avanzando: gramática española y lectura (ediciones 1994 y 1998), editadas en los Estados Unidos destinadas a la enseñanza del idioma español.
Entre las distinciones que recibió se encuentran el Premio Mateo Booz 1968, Primer Premio Ciudad de Santa Fe 1970, Premio Nacional ALPI 1971, Premio Jorge Luis Borges 1976, Premio Fondo Editorial años 1986-1995-1996 de la Municipalidad de Rafaela, Faja de Honor 1996 y 1998 de la Asociación Santafesina de Escritores y en 2016 fue declarado Rafaelino distinguido por el Concejo Municipal por su labor, trayectoria, aporte, y contribución al enriquecimiento del universo literario".
Balzarino dice que comienza cada obra solamente después de tenerla totalmente pensada; entonces hace una descripción breve de los personajes y de los hechos principales y puede abocarse a escribirla, desarrollarla y corregirla; aun para los relatos más breves esto le significa un trabajo arduo y prolongado de varios meses. Los cuentos los elabora en una forma totalmente independiente entre ellos y es recién cuando va a integrar un libro que en la selección procura hallar una vinculación ya que quiere que prevalezca una coherencia de asuntos y estructura narrativa; agrega que, por ejemplo, como su cuento Rosa, que se encuentra en numerosas antologías, tiene características vinculadas con el género de la ciencia ficción, no lo pudo incluir en ninguno de sus libros individuales porque no escribió otros trabajos con esas características. Si bien escribió algunas novelas cortas, declara, el cuento es la estructura literaria que le atrae con más fuerza y siente que afrontar su construcción le significa casi un desafío.
Ángel Balzarino falleció en Rafaela el 9 de junio de 2018.

## Valoración
Dice Carlos Roberto Morán que hasta el final mismo del relato, en que recién revela la trama de cada cuento, Balzarino suele jugar con el suspenso y si bien logra los mejores resultados cuando apela al humor también logra buenos momentos en relatos dramáticos. Lo que resulta evidente es que la casi totalidad de sus textos transcurren en Rafaela o sus cercanías, con situaciones propias de una ciudad de tamaño medio.

## Obras
Libros de cuentos
- El hombre que tenía miedo, ERA, 1974.
- Albertina lo llama, señor Proust, Rafaela, edición del autor, 1979.
- La visita del general, Rafaela, ERA, 1981.
- Las otras manos, Rafaela, Fondo Editorial Municipal, 1987.
- La casa y el exilio, Santa Fe, Sudamérica, 1994.
- Hombres y hazañas, Rafael, Fondo Editorial Municipal, 1995.
- Mariel entre nosotros, El francotirador, 1998.
- Antes del primer grito, Rafaela, edición del autor, 2003.
- La sangre para ellos son medallas, 2011, isbn 9876181270, 9789876181273.

Novelas
- Cenizas del roble, Rafaela, ERA, 1985.
- Horizontes en el viento, Rafaela, edición del autor, 1989
- Territorio de sombras y esplendor, Rafaela, Fondo Editorial Municipal, 1997)
- Con las manos atadas, Rafaela, La Opinión, 2004.